# Souillac
Souillac là một xã trong vùng Occitanie, thuộc tỉnh Lot, quận Gourdon, tổng Souillac. Tọa độ địa lý của xã là 44° 54' vĩ độ bắc, 01° 29' kinh độ đông. Souillac nằm trên độ cao trung bình là 221 mét trên mực nước biển, có điểm thấp nhất là 80 mét và điểm cao nhất là 314 mét. Xã có diện tích 25,92 km², dân số vào thời điểm 2004 là 3898 người; mật độ dân số là 150 người/km².

## Thông tin nhân khẩu
| 1962 | 1968 | 1975 | 1982 | 1990 | 1999 | 2004 |
| ---- | ---- | ---- | ---- | ---- | ---- | ---- |
| 3209 | 3630 | 3845 | 3570 | 3459 | 3671 | 3898 |